# Solís de Mataojo
Solís de Mataojo és una localitat de l'Uruguai, ubicada al sud-oest del departament de Lavalleja, sobre el límit amb Canelones. La vila s'ubica a 80 km de Montevideo i a 37 km al sud de Minas. Té una població aproximada de 2.825 habitants, segons les dades del cens del 2011.
Es troba a 11 metres sobre el nivell del mar.
| 1963  | 1975  | 1985  | 1996  | 2004  |
| ----- | ----- | ----- | ----- | ----- |
| 1.626 | 1.750 | 2.052 | 2.509 | 2.676 |

## Història
La urbanització fou fundada per decret governamental el 12 d'agost de 1874, a l'antic paratge de Mataojo. Està envoltada per dos rierols: el Mataojo i el Solís.

## Indústria
A Solís de Mataojo es troba una fàbrica de productes amb base en el peix (Industrial Serrana) i l'Escorxador Solís, els quals funcionen com les fonts laborals més importants per als habitants de la zona. Ambdues indústries exporten els seus productes al món.